# 布鲁斯·麦坎德利斯
布鲁斯·麦坎德利斯二世（英語：Bruce McCandless II，1937年6月8日—2017年12月21日）是美国国家航空航天局的宇航员，执行过以及任务。他在1984年的STS-41-B任务中完成人类历史上首次无系绳太空行走。

## 外部链接

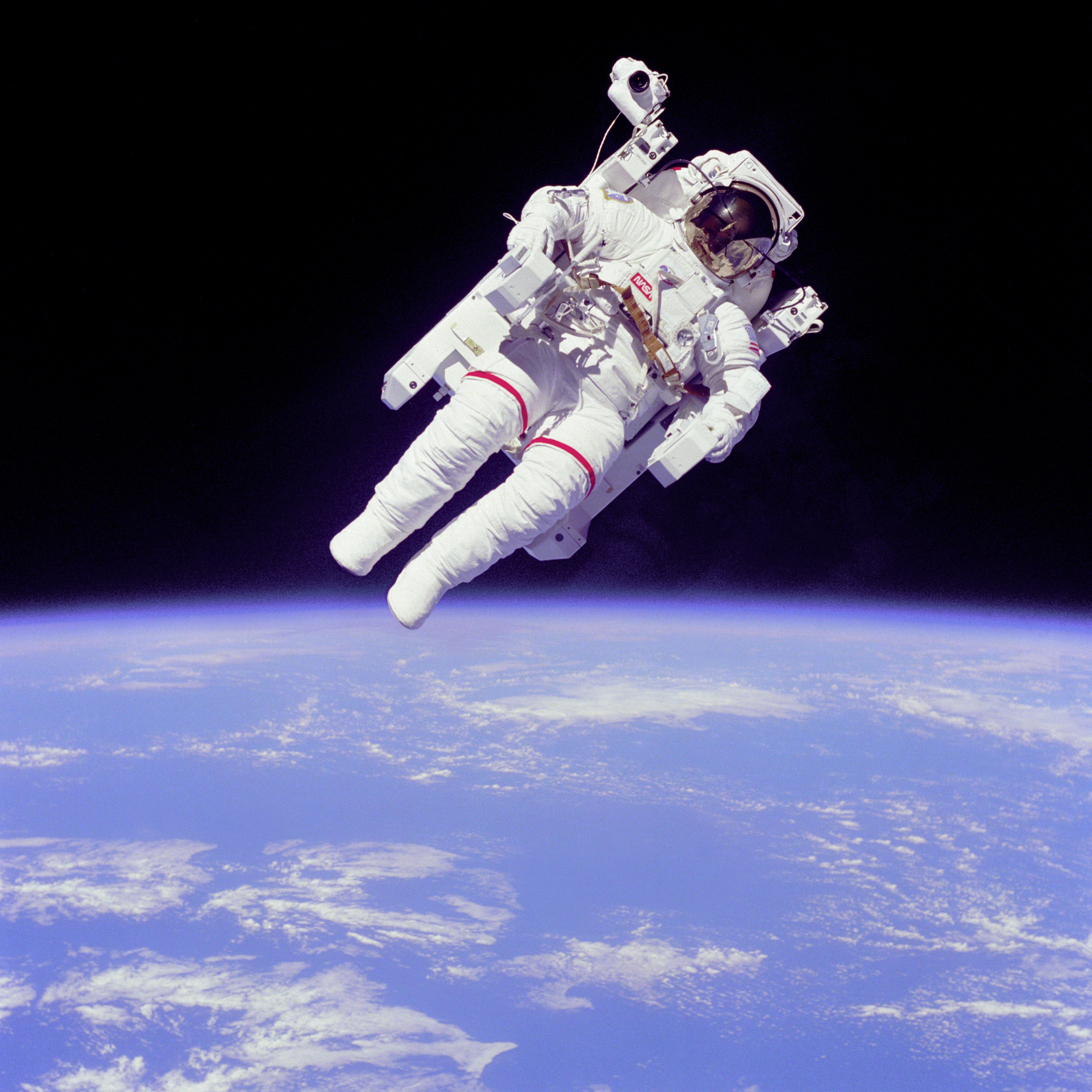
布鲁斯·麦坎德利斯正在进行太空行走

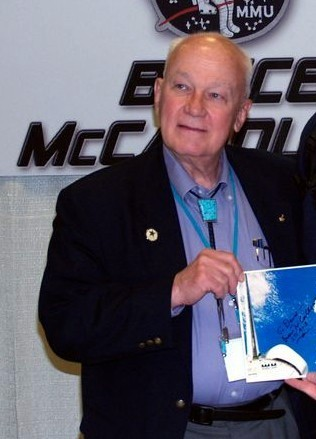
布鲁斯·麦坎德利斯，摄于2009年2月